# Kendall Simmons
Henry Alexander Kendall Simmons (Ripley, 11 marzo 1979) è un ex giocatore di football americano statunitense che ha militato nel ruolo di guardia nella National Football League (NFL).

## Carriera

### Pittsburgh Steelers
Al college Simmons giocò a football ad Auburn. Fu scelto nel corso del primo giro (30º assoluto) del Draft NFL 2002 dai Pittsburgh Steelers. Nelle prime due stagioni in carriera fu titolare. Nel 2004 perse l'intera annata per un infortunio. Fece ritorno nella successiva, partendo come titolare in tutte le 20 partite tra stagione regolare e playoff, andando a vincere il Super Bowl XL con gli Steelers.
Il 3 settembre 2007 Simmons firmò un nuovo contratto quadriennale con la franchigia.
Il 29 settembre 2008 Simmons si ruppe il tendine d'Achille in una gara contro i Baltimore Ravens, venendo inserito in lista infortunati e perdendo tutto il resto della stagione, conclusa dalla squadra con la vittoria del Super Bowl XLIII. Fu svincolato il 26 febbraio 2009.

### New England Patriots
Simmons firmò un contratto triennale con i New England Patriotsil 6 settembre 2009 ma fu svincolato il 6 novembre 2009.

### Buffalo Bills
Simmons firmò con i Buffalo Bills il 24 novembre 2009. Il 18 dicembre fu inserito in lista infortunati per un problema a una spalla. Annunciò il suo ritiro ufficiale nel 2011 e tornò a vivere ad Auburn.

## Palmarès

### Franchigia
- Super Bowl : 2

Pittsburgh Steelers: XL, XLIII
- American Football Conference Championship: 2

Pittsburgh Steelers: 2005, 2008

### Individuale
- PFWA All-Rookie Team - 2002